# 아자부다이 힐스
아자부다이 힐스(일본어: 麻布台ヒルズ)는 일본 도쿄도 미나토구에 있는 마천루이며, 일본에서 제일 높은 빌딩이다.

## 같이 보기
- 일본의 마천루 목록
- 도쿄도의 마천루 목록